# (33739) 1999 NK43
1999 NK43 (asteroide 33739) é um asteroide da cintura principal. Possui uma excentricidade de 0.04292160 e uma inclinação de 11.37901º.
Este asteroide foi descoberto no dia 13 de julho de 1999 por LINEAR em Socorro.